# گویاک
گویاک (به اسپانیایی: Guayaques) یک کوه در شیلی است که در استان سور لیپز واقع شده‌است. گویاک ۵٬۰۷۶ متر بالاتر از سطح دریا واقع شده‌است.